# El Vilar de Cardener
El Vilar de Cardener és una masia aïllada, situada al municipi d'Olius, a la comarca catalana del Solsonès a la vall del Cardener. Conté les ruïnes d'una Capella de la Mare de Déu de la Mercè.